# Лирический герой
Лири́ческий геро́й — субъект высказывания в произведении, я-персонаж лирики, художественный образ, источником-прототипом которого является автор. Лирический герой — это сложно организованная маска биографического автора, под которой тот выступает в поэтическом тексте или их совокупности, обладающая как чертами реального автора, так и сконструированными характеристиками. Некоторые исследователи разграничивают лирического героя и лирическое «я» поэта. Разграничение лирического героя и других форм авторской субъектности (например, прямого авторского высказывания, стертого или обобщенного субъекта) зависит как от литературной формы, так и от фонда знаний читателя и представляет собой сложную теоретическую проблему.

## История понятия
Понятие о лирическом герое, не тождественном автору текста как таковому, впервые появляется в статье Юрия Тынянова «Блок» (1921) и получает развитие у таких исследователей, как Лидия Гинзбург, Григорий Гуковский, Дмитрий Максимов.
Как отмечает в связи с лирическим героем Лермонтова Ирина Роднянская, лирический герой — это

своего рода художественный двойник автора-поэта, выступающий из текста обширных лирических композиций (цикл, книга стихов, лирическая поэма, вся совокупность лирики) в качестве лица, наделённого жизненной определённостью личной судьбы, психологической отчётливостью внутреннего мира, а подчас и чертами пластической определённости (облик, «повадка», «осанка»). Понимаемый таким образом лирический герой явился открытием великих романтических поэтов — Дж. Байрона, Г. Гейне, М. Ю. Лермонтова, — открытием, широко унаследованным поэзией последующих десятилетий и иных направлений. Лирический герой европейского романтизма находится в предельном совпадении с личностью автора-поэта (как «задушевная» и концептуальная правда авторского самообраза) и в то же время — в ощутимом несовпадении с нею (поскольку из бытия героя исключается все постороннее его «судьбе»). Другими словами, этот лирический образ сознательно строится не в соответствии с полным объёмом авторского сознания, а в соответствии с предзаданной «участью». <…> Лирический герой, как правило, досоздаётся аудиторией, особым складом читательского восприятия, тоже возникшим в рамках романтического движения <…>. Для читательского сознания лирический герой — это легендарная правда о поэте, предание о себе, завещанное поэтом миру.

Лирический герой — это, согласно Лидии Гинзбург, «не только субъект, но и объект произведения», то есть изображаемое и изображающее совпадают, лирическое стихотворение замыкается на самом себе. В таком случае естественным образом происходит сосредоточенность лирического героя прежде всего на своих чувствах, переживаниях, что и является, сутью самой категории лирического героя. Заметим, что в соответствии со сложившейся в литературоведении традицией можно говорить о лирическом герое лишь тогда, когда рассматривается весь корпус произведений конкретного автора в соотнесении с его авторской ипостасью. По определению Бориса Кормана, «лирический герой — один из субъектов сознания <…> он является и субъектом, и объектом в прямо-оценочной точке зрения. Лирический герой — это и носитель сознания, и предмет изображения».
Термин «лирический герой», впервые использованный Ю. Н. Тыняновым по отношению к творчеству А. А. Блока, может быть применен не к каждому поэту и стихотворению: лирическое «я» бывает лишено индивидуальной определённости или вовсе отсутствует (как, например, в большинстве стихотворений А. А. Фета). Вместо него на первый план стихотворения выступают обобщенное лирическое «мы» («К Чаадаеву», «Телега жизни» А. С. Пушкина), наблюдатель в пейзаже или герой «ролевой лирики», противопоставленный автору своим мировоззрением и/или речевой манерой («Черная шаль», «Подражания Корану», «Паж, или Пятнадцатый год», «Я здесь, Инезилья…» А. С. Пушкина; «Бородино» М. Ю. Лермонтова; «Огородник», «Нравственный человек», «Филантроп» Н. А. Некрасова и т. д.). 
Лирический герой — не всегда человеческий образ. Для символистов это все чаще зооморфный образ (образ лошади, коня в поэзии С. А. Есенина), орнитологические образы в лирике М. И. Цветаевой. Носителем авторского сознания все чаще является не человек, но часть природы.